# Bullis
Bullis is een geslacht van vlinders van de familie Lycaenidae.

## Soorten
- B. buto (De Nicéville, 1895)
- B. elioti (Corbet, 1940)
- B. stigmata (Druce, 1904)
- B. valentia (Swinhoe, 1896)